# Dernycriterium van Lombardsijde
Het Dernycriterium van Lombardsijde is een wielercriterium in de Belgische gemeente Middelkerke dat jaarlijks wordt verreden in de straten van de deelgemeente Lombardsijde.